# Aeropuerto Birsa Munda
El Aeropuerto Birsa Munda (IATA: IXR, OACI: VERC) es un aeropuerto doméstico que sirve a la ciudad de Ranchi, Jharkhand, India y está gestionado por la Dirección de Aeropuertos de India. Se encuentra en la localidad de Hinoo, aproximadamente a 7 km del centro de la ciudad. BMA acostumbraba a ser un pequeño aeropuerto en cuanto a servicios se refiere, sin embargo con el crecimiento del tráfico aéreo en India, BMA se ha visto sometido también a un crecimiento sin precedentes en los últimos dos años y varias aerolíneas de bajo coste han incluido al aeropuerto en sus rutas. De acuerdo con las estadísticas de AAI, en torno a 200.000 pasajeros utilizan el aeropuerto anualmente convirtiéndose así en uno de los aeropuertos con el crecimiento más rápido del país. Recientemente, el gobierno ha aprobado la ampliación del aeropuerto y pronto contará con una nueva pista, una nueva terminal, algunas rodaduras adicionales y mejores instalaciones de atención al pasajero.

## Aerolíneas y destinos

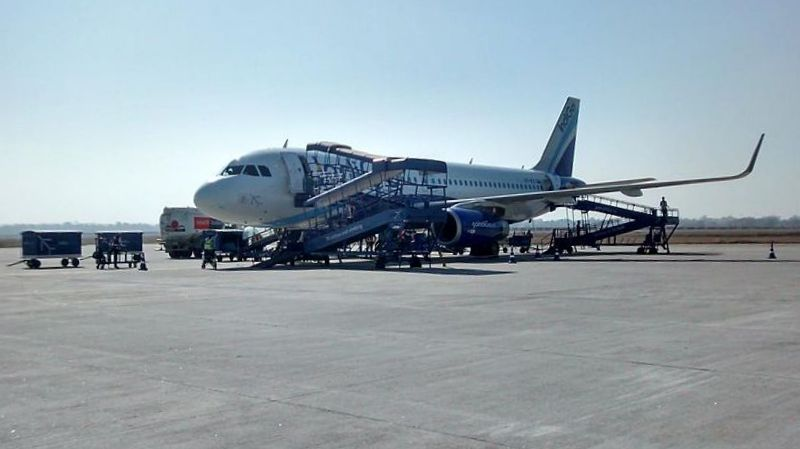
Airbus A320 de IndiGo en la rampa.

| Aerolíneas        | Destinos |
| ----------------- | --- |
| Air India Express | Bangalore, Bombay, Delhi |
| Alliance Air      | Calcuta |
| IndiGo            | Ahmedabad, Bangalore, Bhubaneswar, Bombay, Calcuta, Chennai, Delhi, Deoghar, Goa–Mopa, Hyderabad, Lucknow, Mangalore, Patna, Pune |
| Vistara           | Delhi |